# لوبا اسکوژپووا
لوبا اسکوژپووا (چکی: Luba Skořepová؛ ۲۱ سپتامبر ۱۹۲۳ – ۲۳ دسامبر ۲۰۱۶) یک هنرپیشه اهل چکسلواکی بود.
او مابین سال‌های ۱۹۴۶ تا ۲۰۱۵ میلادی، در بیش از ۱۰۰ فیلم و سریال تلویزیونی هنرنمایی نمود.